# ارفاد البقل (بعدان)

تعديل مصدري - تعديل

ارفاد البقل محلة تابعة لقرية الحيث، التابعة لعزلة الحيث بمديرية بعدان إحدى مديريات محافظة إب في الجمهورية اليمنية، بلغ تعداد سكانها 46 حسب تعداد اليمن لعام 2004.